# Galáxias (livro)
Galáxias é um livro experimental escrito por Haroldo de Campos, um dos maiores nomes da Poesia concreta brasileira, entre os anos de 1963 e 1976, mas sendo integralmente publicado apenas em 1984. Devido a seu caráter experimental, está no limite entre a prosa e a poesia, o que levou Caetano Veloso (amigo do poeta) a classificá-lo como proesia. Por um lado, apresenta uma escrita corrida e direta, característica da prosa (a obra não apresenta separação de parágrafos, nem nenhum elemento de pontuação, nem mesmo numeração de páginas), sendo, supostamente, um relato de viagens; por outro, utiliza-se de recursos e imagens poéticas. Duas das grandes influências para este livro foram James Joyce e Guimarães Rosa. Seria, por sua vez, umas das grandes inspirações para o Catatau de Paulo Leminski.

## Recepção crítica
Trata-se de um livro pouco conhecido fora da crítica especializada e do meio literário. Isso se deve, em parte, ao baixo número de exemplares da primeira edição, por um lado; e por outro, ao próprio caráter experimental do livro, que torna sua leitura não raras vezes difícil ou hermética. Mas o livro despertou o entusiasmo não só de artistas amigos do poeta, como os já mencionados Caetano Veloso e Paulo Leminski, bem como o de vários outros intelectuais. Mereceu, em 1966, grandes elogios de Guimarães Rosa, reconhecidamente um dos maiores escritores brasileiros e uma das grandes influências para este livro. Mereceu também elogios internacionais de Octavio Paz, poeta mexicano ganhar do Nobel de Literatura.